# كينيث غيلبرت
كينيث غيلبرت (بالإنجليزية: Kenneth Gilbert)‏ (و. 1931  م) هو موزع (موسيقى)، وعالم موسيقى، ومعلم موسيقى، وأستاذ جامعي، وعازف هاربسكورد كندي، ولد في مونتريال، يستخدم آلات هاربسكورد.
.

## التعليم
تعلم في معهد كيبيك للموسيقى في مونتريال ‏.

## جوائز
حصل على جوائز منها:
- الدكتوراة الفخرية من جامعة لافال (2010)[8]
- ضابط وسام كندا
- نيشان الفنون والآداب من رتبة ضابط
- زمالة الجمعية الملكية الكندية.